# Реторбидо
Реторбидо (итал. Retorbido) — коммуна в Италии, находится в регионе Ломбардия, в провинции Павия.
Население составляет 1169 человек (2008), плотность населения составляет 106 чел./км². Занимает площадь 12 км². Почтовый индекс — 27050. Телефонный код — 0383.
В коммуне 8 сентября особо празднуется Рождество Пресвятой Богородицы.

## Демография
Динамика населения:

## Администрация коммуны
- Официальный сайт: